# Korogaru Iwa, Kimi ni Asa ga Furu
Korogaru Iwa, Kimi ni Asa ga Furu (転がる岩、君に朝が降る) je treći i posljednji singl japanskog rock sastava Asian Kung-Fu Generation s njihovog petog studijskog albuma World World World. Singl je objavljen 6. veljače 2008. te se nalazio na šestom mjestu Oriconove ljestvice. Tekst pjesme je napisao pjevač Masafumi Goto, a spot je režirao Kazuyoshi Oku.

## Popis pjesama
1. Korogaru Iwa, Kimi ni Asa ga Furu (転がる岩、君に朝が降る)
2. Enoshima Escar (江ノ島エスカー)

## Produkcija
- Masafumi Goto - vokal, gitara
- Kensuke Kita - gitara, prateći vokal
- Takahiro Yamada – bas, prateći vokal
- Kiyoshi Ijichi – bubnjevi
- Asian Kung-Fu Generation – producent

## Ljestvica
| Godina | Ljestvica | Najviša pozicija |
| ------ | --------- | ---------------- |
| 2008.  | Oricon    | 6                |